# الدعارة في بلجيكا
في 1 يونيو 2022 قامت بلجيكا بإلغاء تجريم الدعارة. يعاقب بالسجن لمدة أقصاها 30 عام كل من بالاتجار بالبشر أو استغلال الأفراد المتورطين في الدعارة. في عام 2015 قدر بان هناك 25 ألف بائعة هوى في بلجيكا، العديد منهم قادمين من بلغاريا.
قدر تقرير أصدره البنك الوطني البلجيكي حجم المبيعات المرتبطة بالدعارة بحوالي 840 مليون يورو في 2015. 